# 令和3年台風第22号
令和3年台風第22号（れいわ3ねんたいふうだい22ごう）は、2021年12月にフィリピンを襲い、同国に多大な被害をもたらした台風である。

## 台風の動き

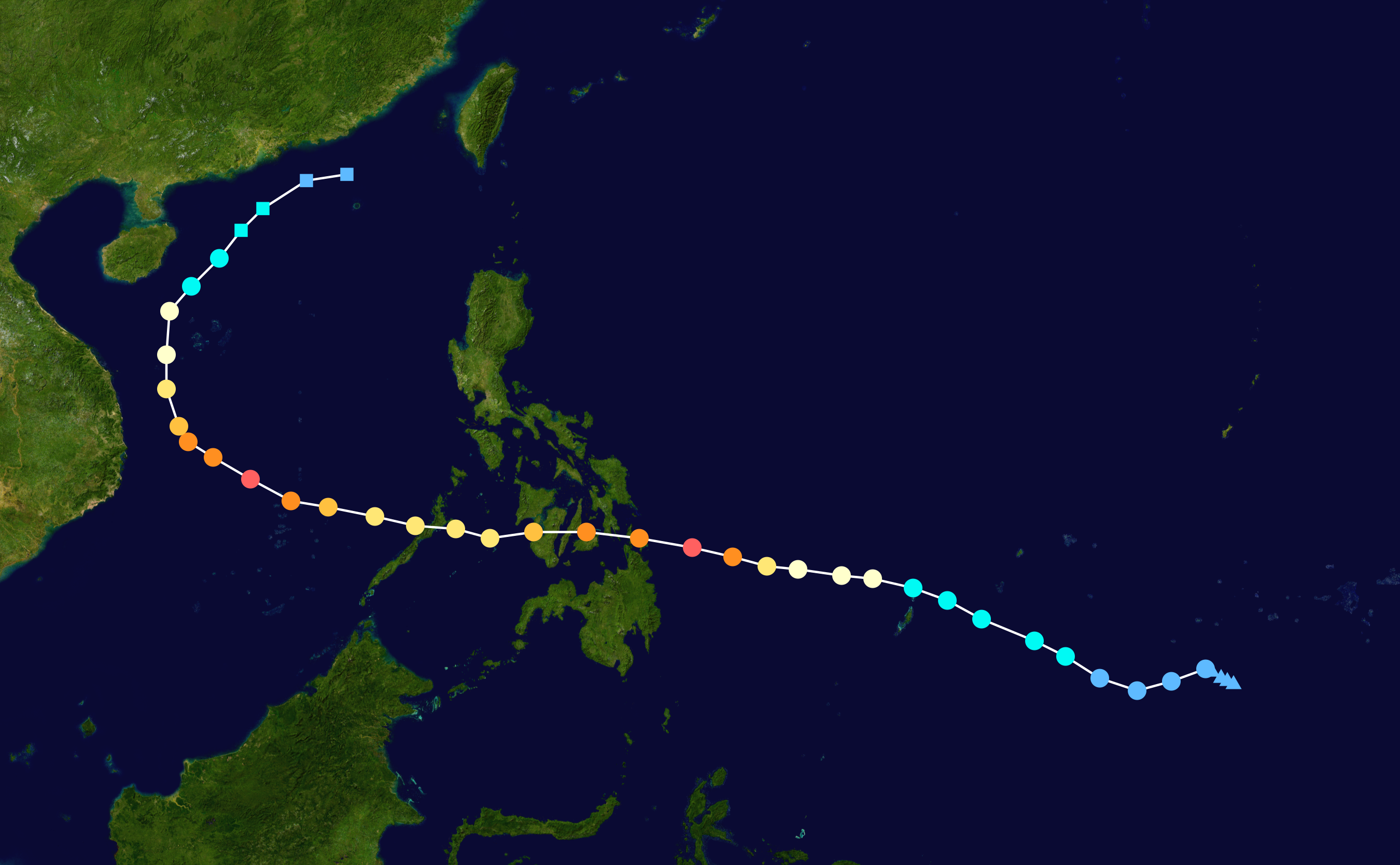
2021年台風22号の進路図

12月12日にカロリン諸島で低圧部が発達し、熱帯低気圧となった。13日、熱帯低気圧が発達し、気象庁は24時間以内に台風が発生すると発表した。そして、同日15時にカロリン諸島で台風22号が発生し、アジア名ライ(Rai)と命名された（ミクロネシア連邦による命名で 「ヤップ島の石貨」に由来する）。
フィリピンに接近した台風22号は、フィリピン大気地球物理天文局（PAGASA）がフィリピン名、オデット(odette)と命名した。16日、中心気圧915hPaと猛烈な強さに発達し、同日午後2時、シアルガオ島に上陸し、17日にかけてフィリピンを横断した。その後は勢力を落とし、強い勢力でスル海を進み、南シナ海で進路を北へ変えた。そしてベトナム近海で再度発達し、中心気圧915hPaと猛烈な強さになった。
その後、徐々に勢力を落とし、進路を北東に変え、20日21時に南シナ海で熱帯低気圧に変わった。元台風22号の熱帯低気圧は、ルソン島に進む途中で消滅した。

## 被害

### フィリピン
フィリピンではこの台風により建物全壊などの膨大な被害が生じ、これまでに確認されている死者は少なくとも410人、行方不明者は80人以上、負傷者約1200人、避難者は約40万人に達した。経済的にも大きな被害が生じており、国家災害リスク軽減管理評議会（NDRRMC）は被害額を39億9,925万2,642ペソと算出している。
また、ベトナムが所有していた島々にも被害を与えた。